# Ingenuus
Ingenuus là một chỉ huy quân đội La Mã và đại diện triều đình (Legatus) ở Pannonia, về sau trở thành kẻ soán ngôi vị của Hoàng đế Gallienus khi ông khởi binh nổi loạn trong một thời gian ngắn và thất bại vào năm 260. Được sự tín nhiệm của Gallienus, Ingenuus phò tá hoàng đế rất đắc lực nhờ có công đẩy lui một cuộc xâm lược của người Sarmatia và bảo vệ biên giới Pannonia, ít nhất là tạm thời. Ingenuus còn phải trông coi việc giáo dục quân sự của Caesar Cornelius Licinius Valerianus, con trai của Hoàng đế Gallienus, nhưng sau cái chết của cậu bé năm 258 thì địa vị của ông trở nên nguy hiểm.
Là một viên tướng được ưa thích và mến mộ, Ingenuus tìm thấy một cơ hội để trở thành Hoàng đế La Mã khi Valerianus bị vua Ba Tư Shapur I bắt được và giết chết. Thế là ông bèn quẳng nghĩa vụ trung thành với con trai của Valerianus ra và được các quân đoàn lê dương ở Moesia tôn làm Hoàng đế La Mã tại Sirmium vào năm 260. Gallienus đang ở Germania trên phòng tuyến sông Rhine thì nghe được tin này, do đó ông quyết định hành động ngay lập tức bằng cách triệu hồi quân đội từ Gaul về dẹp loạn và sau một cuộc hành quân cấp tốc, hai bên mau chóng bày binh bố trận tại Mursa. Quân đội của Ingenuus do binh lực có phần yếu thế nên chẳng mấy chốc đã bị đánh bại bởi Aureolus, tướng của Gallienus đã lợi dụng ưu thế có tác động lớn từ sự cơ động của thành phần kỵ binh  cải tiến trong quân đội, được coi là sự đổi mới quân sự đáng chú ý dưới thời Hoàng đế Gallienus, nhờ đó đã giúp ông trấn áp thành công các cuộc nội loạn và ngăn ngừa hiểm họa ngoại xâm.
Còn về số phận của Ingenuus thì ngay sau trận đánh ông đã tự sát bằng cách nhảy xuống một con sông gần đó để tránh bị bắt.